# Wagner-Bazin WB
El Wagner-Bazin WB (código UCI: WB2) es un equipo ciclista belga de categoría UCI ProTeam. Participa en las divisiones de ciclismo de ruta UCI ProSeries, y los Circuitos Continentales UCI, corriendo asimismo en aquellas carreras del circuito UCI WorldTour a las que es invitado.

## Material ciclista
El equipo utiliza bicicletas Ridley.

## Clasificaciones UCI
A partir de 2005 la UCI instauró los Circuitos Continentales UCI, donde el equipo está desde que se fundó en 2011 Ha participado en carreras de distintos circuitos, con lo cual ha estado en las clasificaciones del UCI Africa Tour Ranking y UCI Europe Tour Ranking. Las clasificaciones del equipo y de su ciclista más destacado son las siguientes:
| Temporada               | Clasificación por equipos | Mejor corredor en la clasificación individual | Posición |
| 2010-2011 (Africa Tour) | 13.º                      | Christophe Prémont                            | 60.º     |
| 2010-2011 (Europe Tour) | 35.º                      | Jonas Van Genechten                           | 88.º     |
| 2011-2012 (Europe Tour) | 62.º                      | Kevin Thome                                   | 320.º    |
| 2012-2013 (Europe Tour) | 35.º                      | Boris Dron                                    | 109.º    |
| 2013-2014 (Europe Tour) | 22.º                      | Sébastien Delfosse                            | 42.º     |
| 2015 (Europe Tour)      | 26.º                      | Antoine Demoitié                              | 36.º     |
| 2016 (Europe Tour)      | 5.º                       | Baptiste Planckaert                           | 1.º      |
| 2017 (Asia Tour)        | 48.º                      | Justin Jules                                  | 161.º    |
| 2017 (Europe Tour)      | 4.º                       | Roy Jans                                      | 25.º     |
| 2018 (Asia Tour)        | 102.º                     | Dimitri Peyskens                              | 499.º    |
| 2018 (Europe Tour)      | 10.º                      | Kenny Dehaes                                  | 10.º     |
| 2019 (Europe Tour)      | 7.º                       | Baptiste Planckaert                           | 49.º     |
| 2020 (Europe Tour)      | 13.º                      | Arjen Livyns                                  | 239.º    |
| 2021 (Europe Tour)      | 6.º                       | Timothy Dupont                                | 117.º    |
| 2022 (Europe Tour)      | 6.º                       | Milan Menten                                  | 160.º    |
| 2023 (Europe Tour)      | 16.º                      | Marco Tizza                                   | 322.º    |

## Palmarés
Para años anteriores véase: Palmarés del Wagner-Bazin WB.

### Palmarés 2025

#### UCI WorldTour
| Fechas | Carreras | Ganador |

#### UCI ProSeries
| Fechas | Carreras | Ganador |

#### Circuitos Continentales UCI
| Fechas      | Circuito           | Carreras                            | Ganador       |
| 26 de enero | UCI Asia Tour 2025 | 3.ª etapa del Tour de Sharjah (CRI) | Quentin Bezza |

#### Campeonatos nacionales
| Fechas | Carreras | Ganador |

## Plantilla

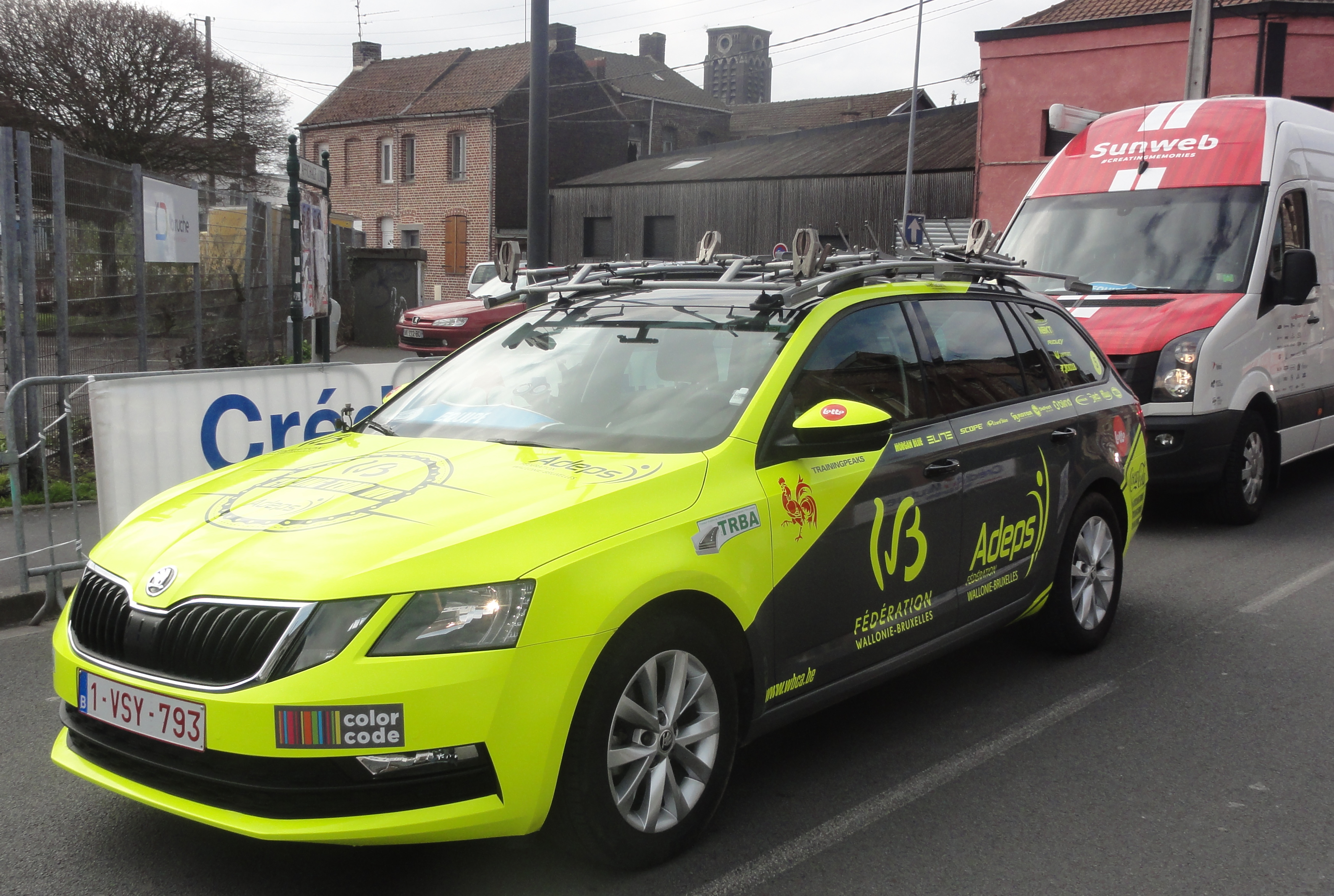
Vehículo del equipo

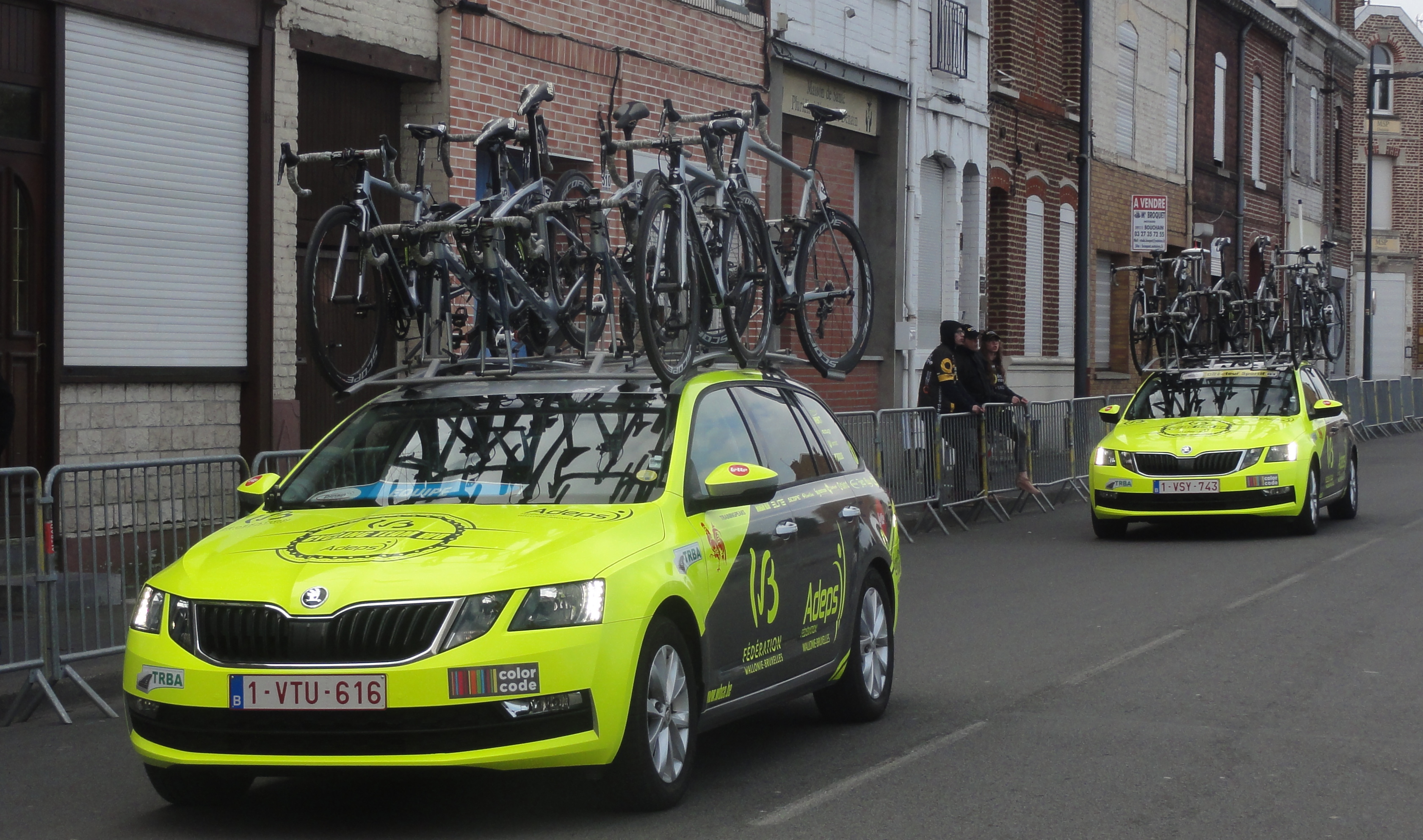
Vehículos del equipo

Para años anteriores véase: Plantillas del Wagner-Bazin WB.

### Plantilla 2025
| Nombre                       | Nacimiento | Nacionalidad | Equipo 2024                            |
| Jocelyn Baguelin             | 20/05/1999 | Francia      | Neo (Morbihan Adris Gwendal Oliveux)   |
| Pierre Barbier               | 25/09/1997 | Francia      | Team Philippe Wagner-Bazin             |
| Quentin Bezza                | 24/03/1998 | Francia      | Team Philippe Wagner-Bazin             |
| Luca De Meester              | 22/01/2000 | Bélgica      | Bingoal WB                             |
| Floris De Tier               | 20/01/1992 | Bélgica      | Bingoal WB                             |
| Cériel Desal                 | 20/10/1999 | Bélgica      | Bingoal WB                             |
| Michiel Lambrecht            | 10/02/2003 | Bélgica      | Bingoal WB Devo Team                   |
| Louka Matthys                | 31/12/1999 | Bélgica      | Bingoal WB                             |
| Johan Meens                  | 07/07/1999 | Bélgica      | Bingoal WB                             |
| Victor Papon                 | 25/01/2001 | Francia      | Neo (Paris Cycliste Olympique)         |
| Davide Persico               | 01/04/2001 | Italia       | Bingoal WB                             |
| Tom Portsmouth               | 19/12/2001 | Reino Unido  | Bingoal WB                             |
| Henri-François Renard-Haquin | 12/12/2002 | Francia      | Saint Michel-Mavic-Auber93 (stagiaire) |
| Jens Reynders                | 25/05/1998 | Bélgica      | Bingoal WB Devo Team                   |
| Marco Tizza                  | 06/02/1992 | Italia       | Bingoal WB                             |
| Leander Van Hautegem         | 09/03/2003 | Bélgica      | Soudal Quick-Step Devo Team            |
| Axandre Van Petegem          | 13/01/2002 | Bélgica      | Bingoal WB (stagiaire)                 |
| Kenneth Van Rooy             | 08/10/1993 | Bélgica      | Bingoal WB                             |
| Jelle Vermoote               | 29/08/2001 | Bélgica      | Bingoal WB                             |
| Giacomo Villa                | 29/01/2002 | Italia       | Bingoal WB                             |
| Loïc Vliegen                 | 20/12/1993 | Bélgica      | Bingoal WB                             |
| Sasha Weemaes                | 09/02/1998 | Bélgica      | Bingoal WB                             |